# Benoît Peschier
Benoît Peschier (Guilherand-Granges, 21 de mayo de 1980) es un deportista francés que compitió en piragüismo en la modalidad de eslalon. Su hermano Nicolas compitió en el mismo deporte.
Participó en los Juegos Olímpicos de Atenas 2004, obteniendo una medalla de oro en la prueba de K1 individual. Ganó dos medallas en el Campeonato Mundial de Piragüismo en Eslalon, oro en 2005 y bronce en 2002, ambas en la prueba de K1 por equipos.

## Palmarés internacional
| Juegos Olímpicos   | Juegos Olímpicos              | Juegos Olímpicos  | Juegos Olímpicos |
| Año                | Lugar                         | Medalla           | Competición      |
| ------------------ | ----------------------------- | ----------------- | ---------------- |
| 2004               | Atenas (Grecia)               | Medalla de oro    | K1 individual    |
| Campeonato Mundial |                               |                   |                  |
| Año                | Lugar                         | Medalla           | Competición      |
| 2002               | Bourg-Saint-Maurice (Francia) | Medalla de bronce | K1 por equipos   |
| 2005               | Penrith (Australia)           | Medalla de oro    | K1 por equipos   |